# J.A.O. Preus
Jacob Aall Ottesen "Jake" Preus, född 28 augusti 1883 i Columbia County, Wisconsin, död 24 maj 1961 i Minneapolis, Minnesota, var en amerikansk republikansk politiker och affärsman. Han var Minnesotas guvernör 1921–1925.
Preus studerade vid Luther College i Iowa och University of Minnesota. År 1906 blev han medarbetare åt senator Knute Nelson, ett arbete han hade hand om i tre år.
Preus efterträdde 1921 Joseph A.A. Burnquist som Minnesotas guvernör och efterträddes 1925 av Theodore Christianson.
Efter sin tid som guvernör var Preus verksam som affärsman inom försäkringsbranschen i Chicago. År 1958 återvände han till Minnesota där han var styrelseordförande för försäkringsbolaget Lutheran Brotherhood som han 1917 varit med om att grunda.
Preus avled 1961 och gravsattes i Decorah i Iowa. Han var av norsk härkomst. Farfadern Herman Amberg Preus hade kommit 1851 till USA från Norge. Från H.A. Preus framåt har flera medlemmar av släkten varit framstående lutherska teologer i USA. En av dem var guvernörens son Jack Preus (Jacob Aall Ottesen Preus II) som var Missourisynodens president 1969–1981.